# Route départementale 331 (Meurthe-et-Moselle)
Pour les articles homonymes, voir Route départementale 331.
La route départementale 331, ou RD 331, est une route départementale de Meurthe-et-Moselle reliant la RD974 à l'A330.

## Descriptif
Elle sert de contournement des communes de Maizières, Xeuilley, Bainville-sur-Madon, Pont-Saint-Vincent, Neuves-Maisons et de Messein pour rejoindre l'autoroute A330. Elle est intégralement classée en "voie rapide", avec une voie de circulation par sens, limité à 80 km/h. Cette route est interdite aux piétons, aux cyclistes, aux cyclomoteurs et aux engins agricoles.
Initialement le projet devait voir naître une voie rapide reliant l'A330 au niveau de la sortie 6 (Neuves-Maisons) à l'A31 (Colombey-les-Belles). Cependant, le projet a été modifié et une partie de la D974 devrait être réutilisée. La section ne sera donc pas intégralement en voie rapide.
De 2015 à 2019 des travaux ont été réalisés afin de créer une nouvelle portion de 1,6 km pour contourner la commune d'Allain et se raccorder directement aux bretelles de l'A31. Cette section dénommée RD974b a été ouverte à la circulation en 2019.

## Intersections
- Sortie vers Maizières et Viterne
- Sortie vers carrières de Maizières (demi-bretelles seulement depuis/vers Nancy)
- Sortie vers Xeuilley et Frolois sur la D50
- Sortie vers Bainville-sur-Madon, Pont-Saint-Vincent et Neuves-Maisons
- Sortie vers Méréville
- Sortie vers Messein, Neuves-Maisons

## Trafic
À l'arrivée au rond-point du Mauvais Lieu qui termine la Route Départementale 331 (près de Ludres) la circulation est très ralentie, depuis l'entrée de Messein.
Que ce soit depuis l'A31, depuis Nancy, ou depuis Lunéville, de nombreux poids-lourds et autres usagés contournent le tronçon payant de l'A31 entre le péage de Gye et Colombey-les-Belles via cette route, entraînant de nombreux flux de circulation, notamment de camions en transit.

## Lien
Conseil général de Meurthe et Moselle